# Josef Puschmann
Josef Puschmann, né en 1738 à Bezděz et mort le 3 février 1794 à Olomouc (Olmütz en allemand) en Moravie-Silésie, dans le royaume de Bohême, est un compositeur morave de musique préclassique.

## Biographie
Josef Puschmann travaille de 1762 à 1777 dans différentes chapelles musicales de Silésie.
À partir de 1768, Puschmann est musicien et compositeur du comte Ignaz Dominik Chorinský à Slezská Rudoltke et Velké Hoštice,. 
Le comte Chorinský lui a permis de faire un séjour d'études à Vienne en 1773.
En 1777, il  devient maître de chapelle à la cathédrale d'Olomouc (Olmütz en allemand),,. Dans cette fonction, son action s'étend au séminaire de musique de Kroměříž (Kremsier en allemand). 
Hellyer discute de spéculations selon lesquelles Puschmann était à Johannisberg, en Silésie, en 1796, au service du prince Schaffgotsch. 
New Grove et d'autres sources suggèrent que Puschmann est mort en 1794.

## Œuvre
Puschmann a laissé un concerto pour violon, deux symphonies, trois quatuors pour instruments à vent et quatre trios.
Plus de deux décennies après sa mort, une critique de concert de la Wiener Allgemeine Musikzeitung décrit encore Puschmann comme un excellent contrebassiste.